# Jonas Lössl
Jonas Bybjerg Lössl (1 de febrer de 1989) és un futbolista professional danés que juga de porter per l'Everton FC anglés.